# Sèrres
Sèrres (en francès Serres) és un municipi francès situat al departament dels Alts Alps i a la regió de Provença – Alps – Costa Blava.

## Demografia
| 1831                                       | 1962  | 1968  | 1975  | 1982  | 1990  | 1999  | 2006  | 2016  |
| ------------------------------------------ | ----- | ----- | ----- | ----- | ----- | ----- | ----- | ----- |
| 1.155                                      | 1.031 | 1.256 | 1.283 | 1.200 | 1.106 | 1.204 | 1.309 | 1.293 |
| Des de 1962: població sense dobles comptes |       |       |       |       |       |       |       |       |

## Administració
| Període   | Identitat       | Partit |
| --------- | --------------- | ------ |
| 1989-2014 | Michel Roy      | UMP    |
| 2014-2020 | Bernard Mathieu |        |
| 2020-     | Fabrice Froment |        |